# 琉球八景
『琉球八景』（りゅうきゅうはっけい）は、葛飾北斎による揃い物錦絵。1832年（天保3年）秋頃版行。全8点。大判錦絵。落款は「前北斎為一筆」（ぜん・ほくさい・いいつ・ひつ）。版元は森屋治兵衛。

## 版行の経緯

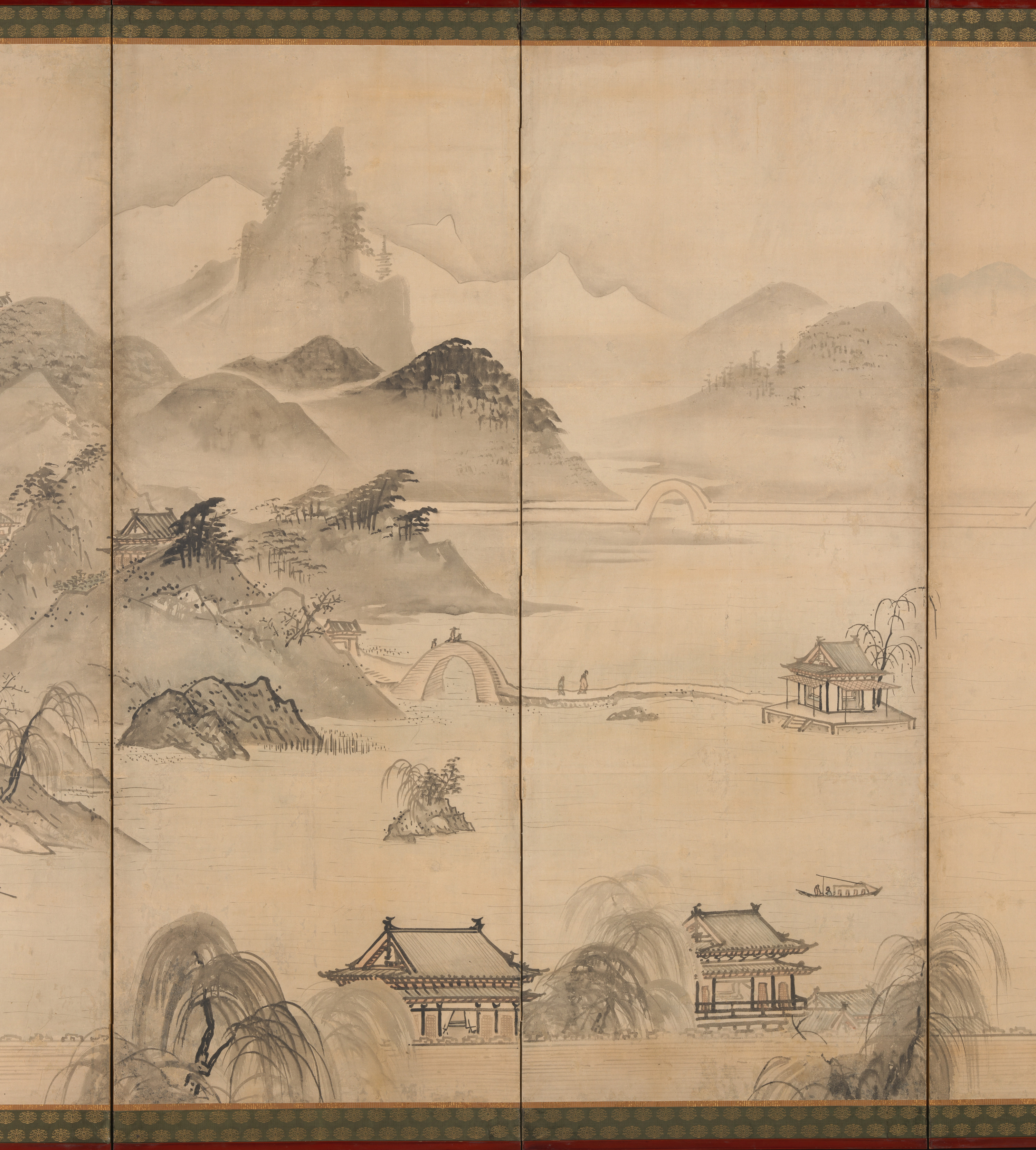
久隅守景『西湖屏風図』左隻より。17世紀後半。メトロポリタン美術館蔵。

北斎が旅した先は、京都大阪及び紀州が最も遠方であり、ましてや、薩摩藩の実質統治下ではあるが、対外上は「外国」の琉球王国に渡れるはずがない。では、どうやって本図を描いたのか。
『八景』を見ると、船を通すために部分的にアーチを付ける石橋などは、明清期及び徳川期の名所図の定番である西湖図を思わせ、手本があると推測されていたが、それが、清朝の版本『琉球国志略』（1757年・乾隆22年）だと判明した。後載する「図版一覧」を見れば、墨摺と錦摺の違いはあるものの、図柄は瓜二つである。
撰者の周煌（しゅうこう）は、1756年（乾隆21年）、冊封副使として来琉、約1年間滞在し、地誌や生活ぶりを記録し、『志略』にまとめたのである。この版本は、徳川幕府も有用だと思ったのか、1831年（天保2年）に「官本」として、そのままの内容で版行する。北斎が目にしたのは「官本」の方だろう。
翌32年（同3年）10月から11月にかけて、第二尚氏王統第18代尚育王の襲封謝恩使として、豊見城王子を正使として江戸上りが行われる。横山學によると、徳川期における琉球関連の版本は、重版も含め95点が確認されているが、殆どが謝恩使か、徳川将軍就任を寿ぐ江戸上がり慶賀使の時期と重なっている。その中でも、天保3年版行が23点と、最も多い。その理由として横山は、琉球及び朝鮮通信使が暫く訪れていなかったので、江戸の人々にとって、久々の「祭り」気分になったからだろうと推測する。
以上の点から、『八景』は、官本『志略』版行の翌年であり、謝恩使が江戸に着く直前の、1832年（天保3年）秋頃版行と考えるのが妥当である。

## 図版の比較

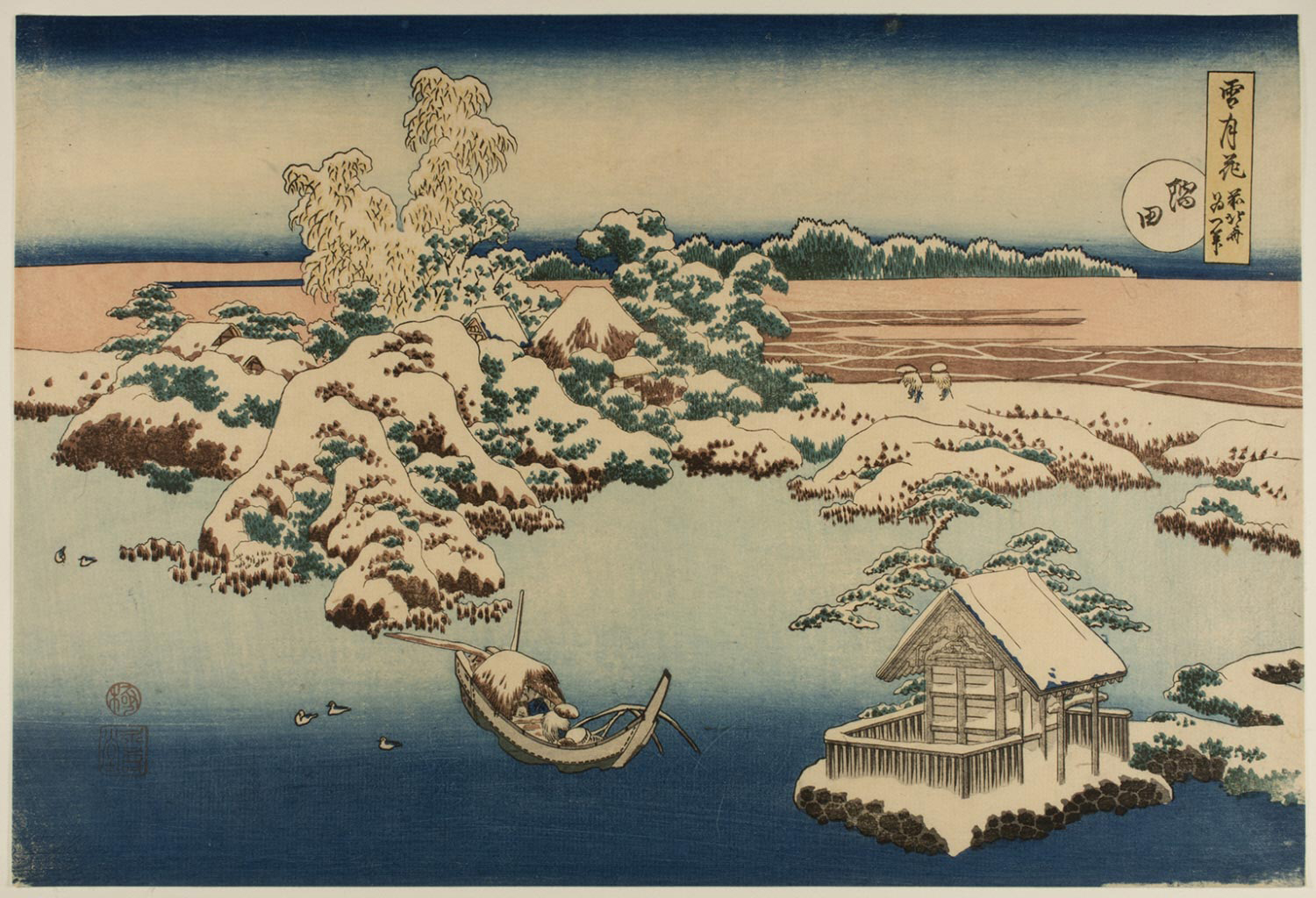
『雪月花』のうち「隅田」

周煌と北斎の図を見比べてもらえばわかるように、北斎は周煌図をほぼ踏襲している。
だが描き加えられたものもある。
- 舟：「臨海湖声」「 粂村竹籬」「龍洞松濤」「筍崖夕照」「長虹秋霽」「中島蕉園」
- 人々：「臨海湖声」「 粂村竹籬」「筍崖夕照」「長虹秋霽」「中島蕉園」
- 雪：「龍洞松濤」
- 月 ：「泉崎夜月」
- すやり霞：全8図

琉球に行ったこともないのに、それぞれ良い効果をあげている。永田が言う「絵空事の天才」である。1843-44年（天保4-5年）に版行された『雪月花』「隅田」は、「龍洞松濤」の焼き直しに見える。

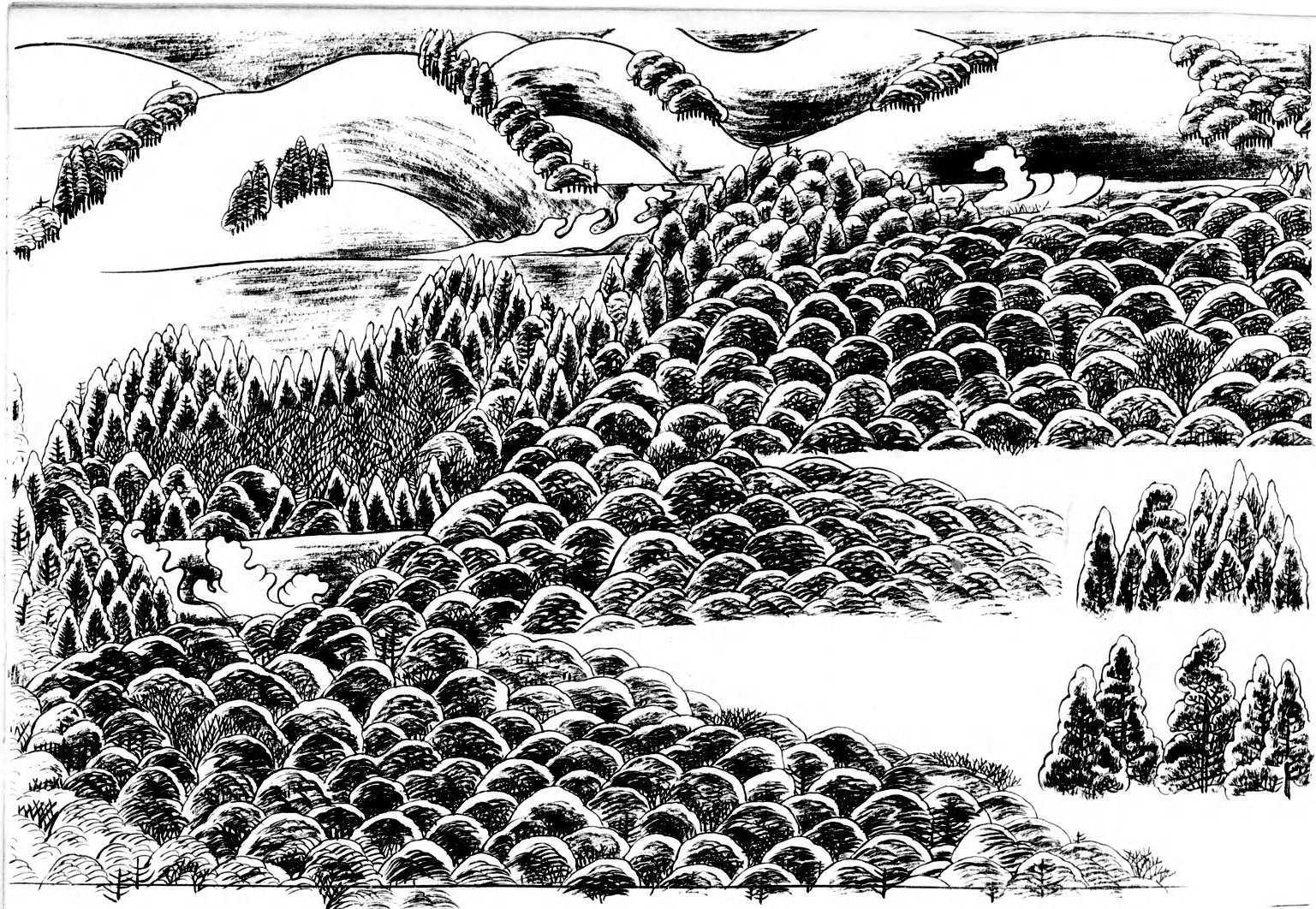
「雲気」が描かれた例。『春日権現験記絵巻』巻19より。1870年の摸刻。春日三山から雲気が3か所から湧き上がる。

逆に、周煌画にあって、北斎画に描かれなかったものもある。
- 雲：「泉崎夜月」
- 雲気：「城嶽靈泉」

「泉崎夜月」は、雲より月を描いた方が分かりやすい。
「雲気」とは、中国絵画で最も重要とされる「気」を雲として表現したものである。「気」は、南朝・南斉の謝赫による『古画品録』の第一にある「気韻生動（きいんせいどう）」から来るもので、写実的であることより、「気」を画に込めることこそ大切だとする思想で、少なくとも明朝前半まではこの理想が維持された。そして仏教及び儒教道教といった「唐」の思想（＝テクノロジー）と共に、日本（特に京の公家・武家・高僧）にもこれらが浸透し、彼らをクライアントとする絵師は「気韻生動」の理想を貫いていたのである。
周煌はこの地が「『靈（＝霊）』泉」と聞き、雲気を描きこんだのだろうが、「絵空事の天才」北斎にとって、雲気は演出上不要だったのだろう。彼のクライアントは、漢籍に通じたエリート層ではなく、寺子屋止まりの町民である。難解な思想でなく、斬新で分かりやすい画が求められたのである。

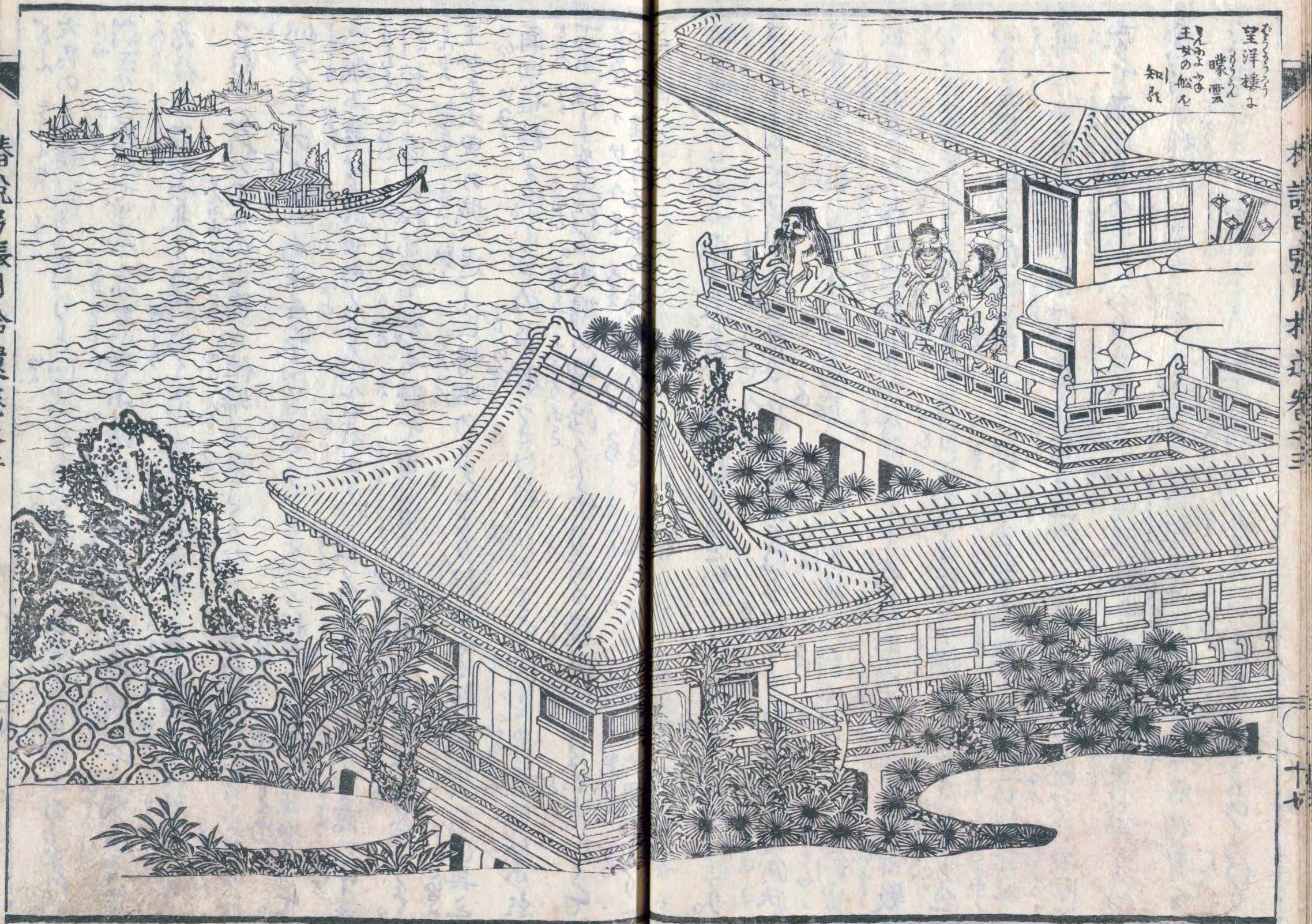
『椿説弓張月』より源為朝一行の船を見逃す敵

なお北斎は、この作品より前に、曲亭馬琴の読本『椿説弓張月』（1807-11・文化4-8年）に挿絵を提供する。伊豆大島に流された源為朝が、琉球に渡って王女（わんじょ）と結ばれ、その子が琉球王朝の始祖と言われる「舜天」となる物語に沿って、描いている。各描写を見ると、巌や松等の表現に唐画の影響がうかがえる。

## 図版一覧

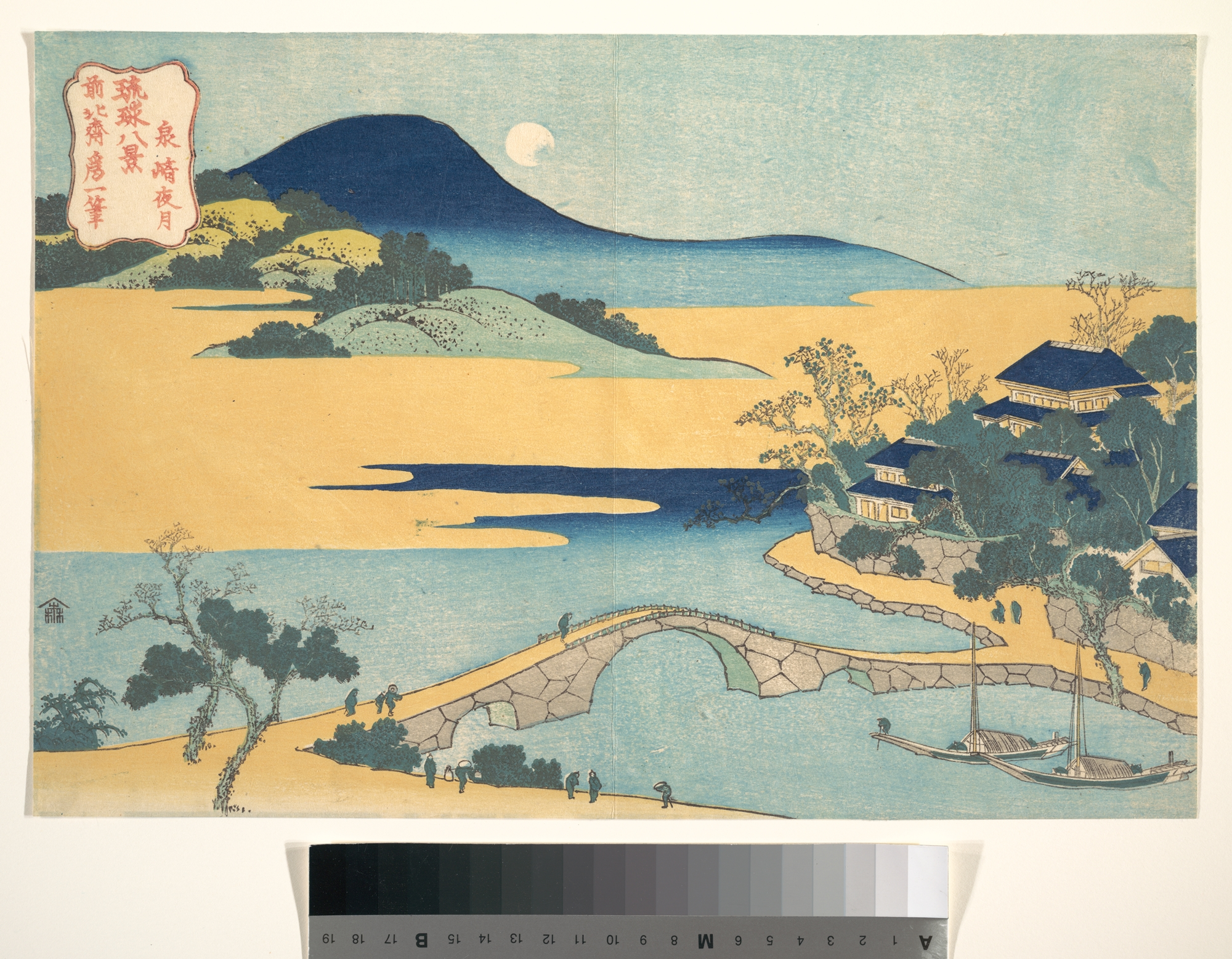
泉崎夜月（せんざきやげつ）
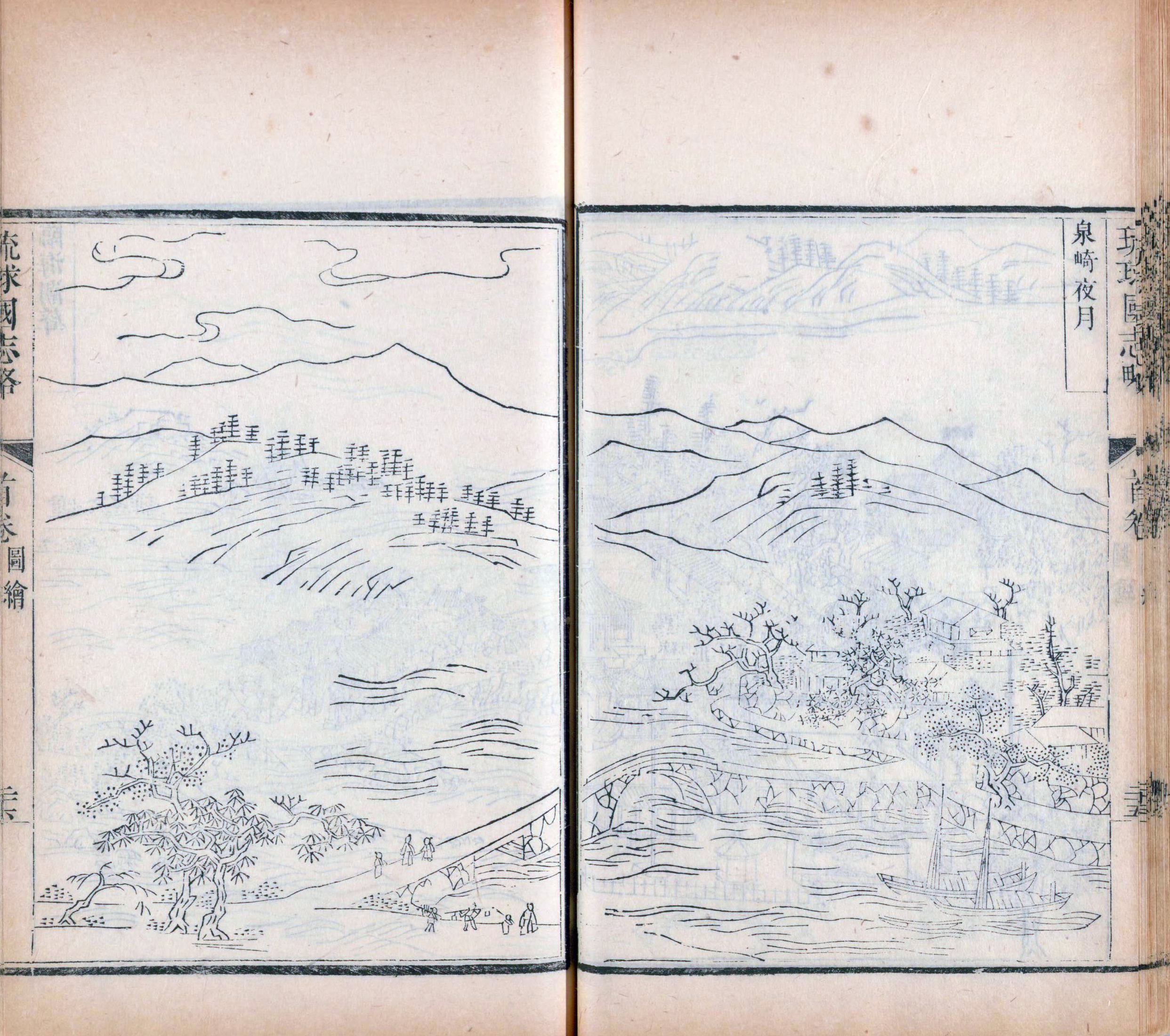
周煌撰　泉崎夜月
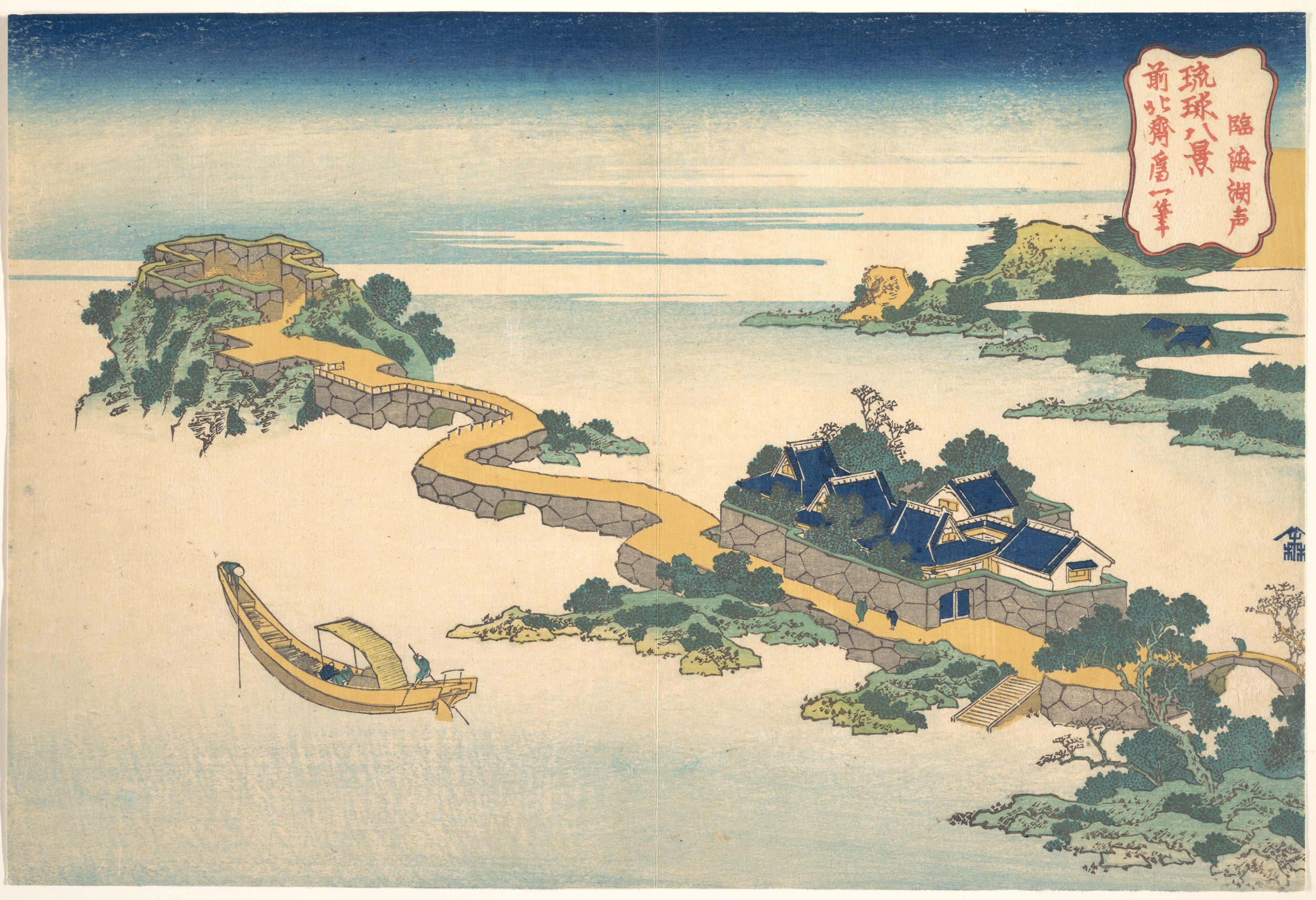
臨海湖声 （りんかいこせい）
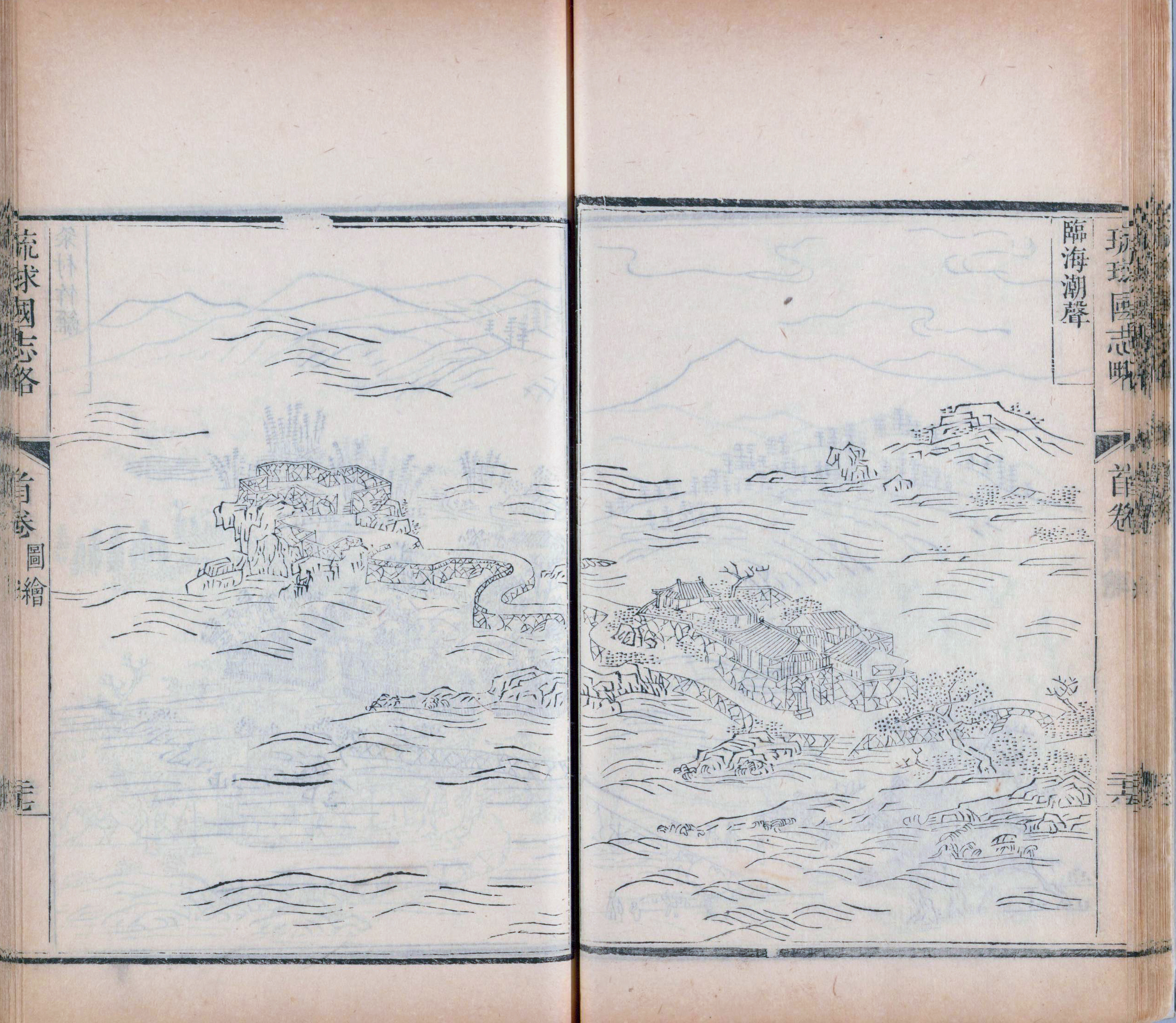
周煌撰　臨海潮聲（りんかいちょうせい）
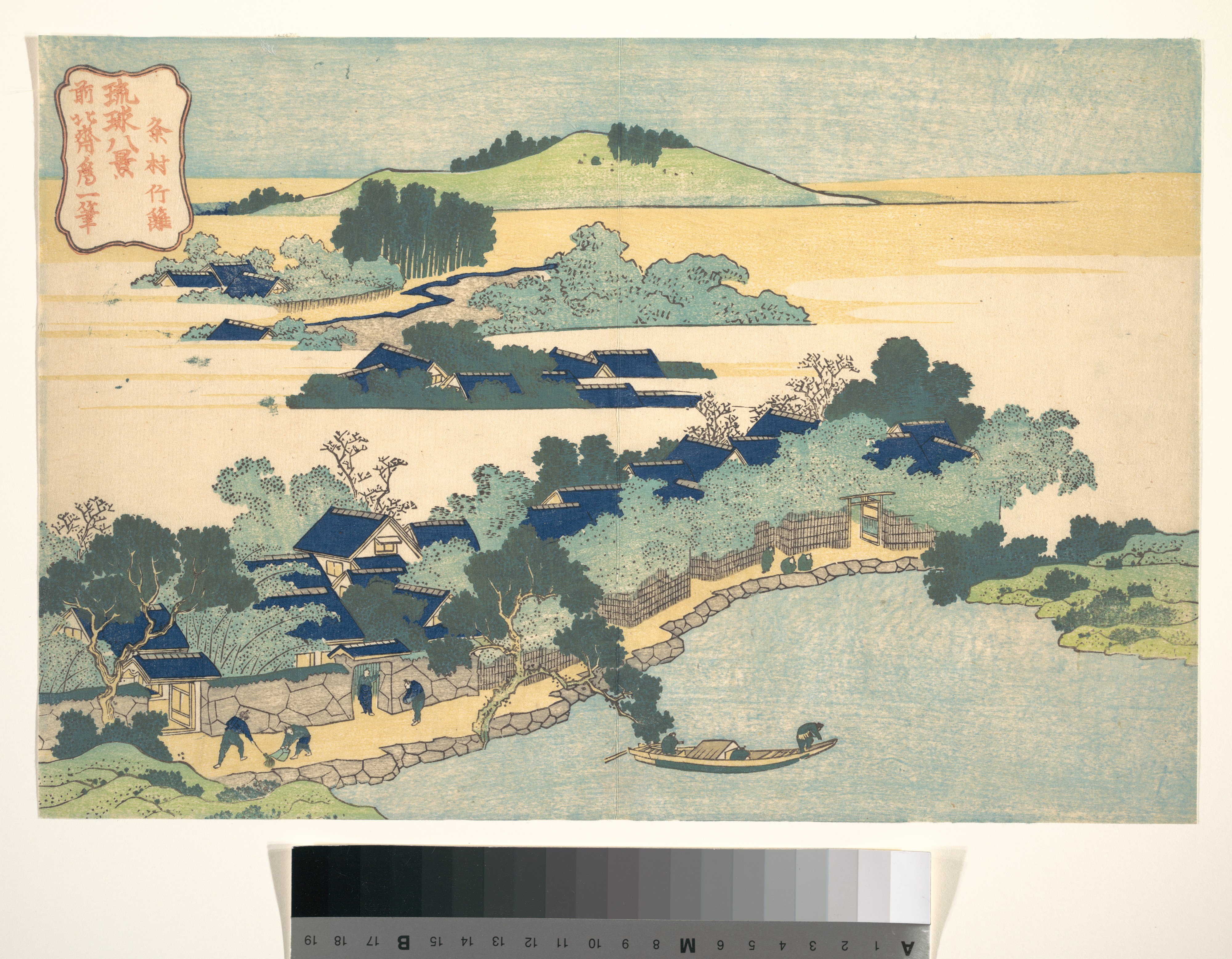
粂村竹籬（きゅうそんちくり）
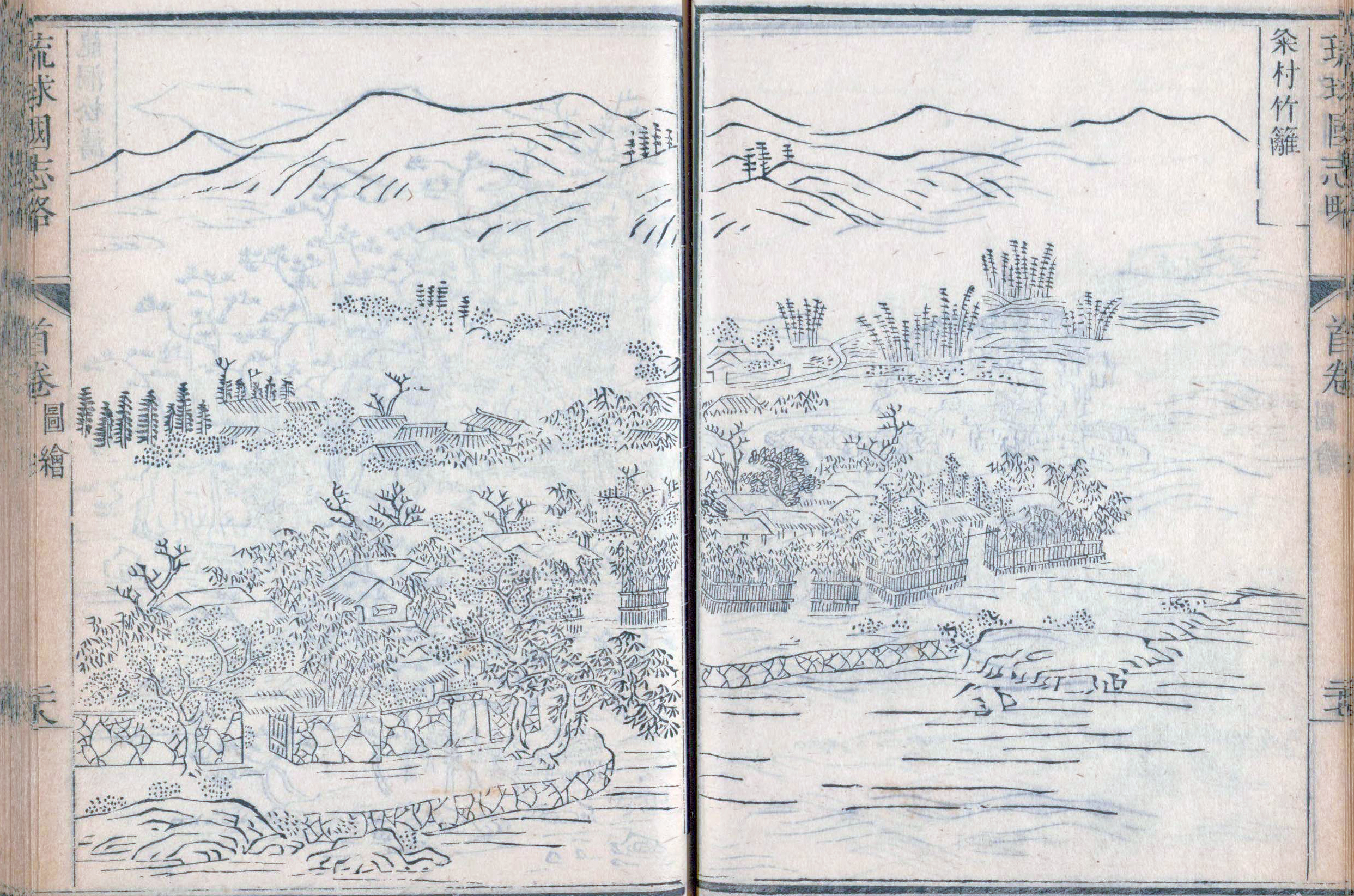
周煌撰　粂村竹籬
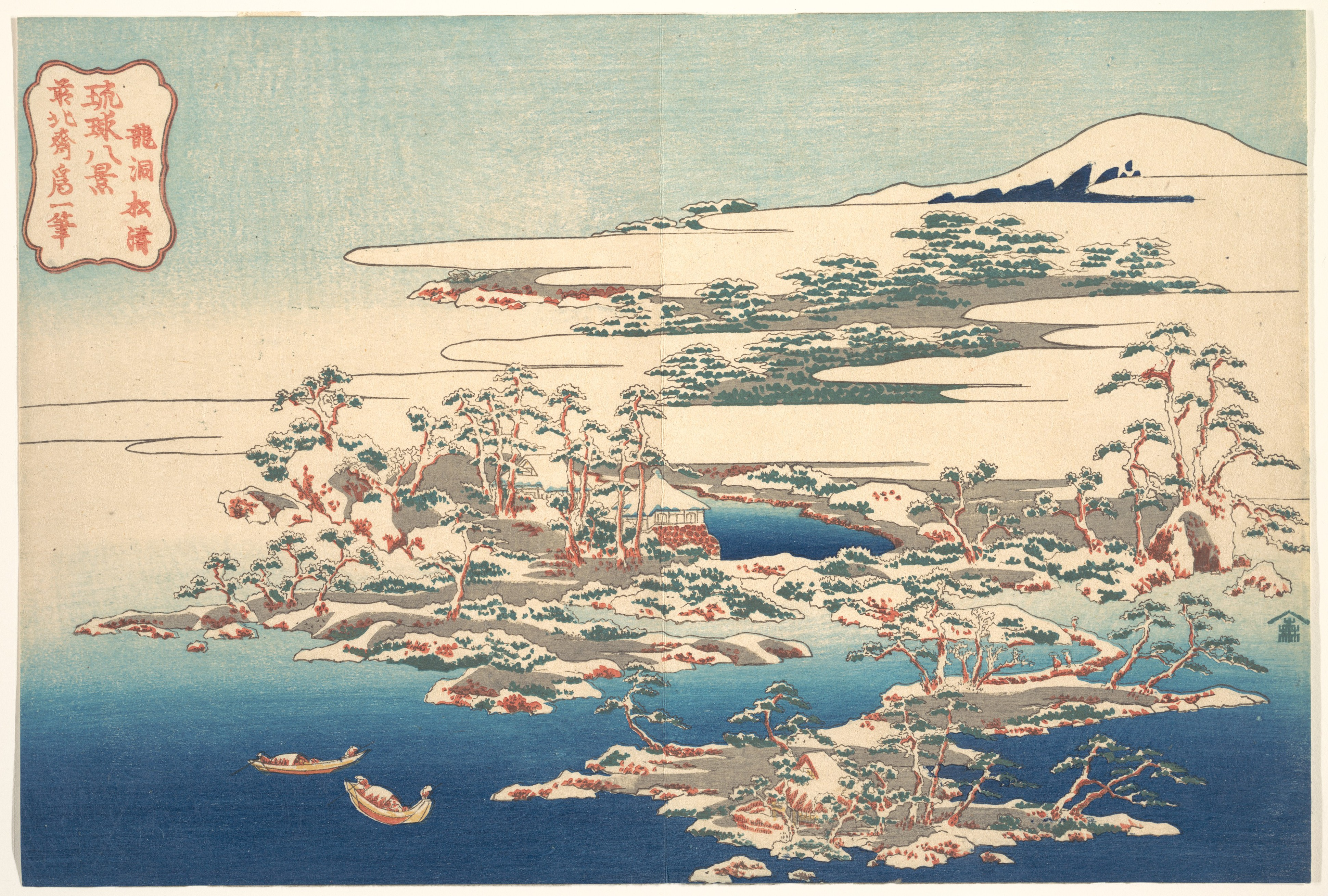
龍洞松濤（りゅうどうしょうとう）
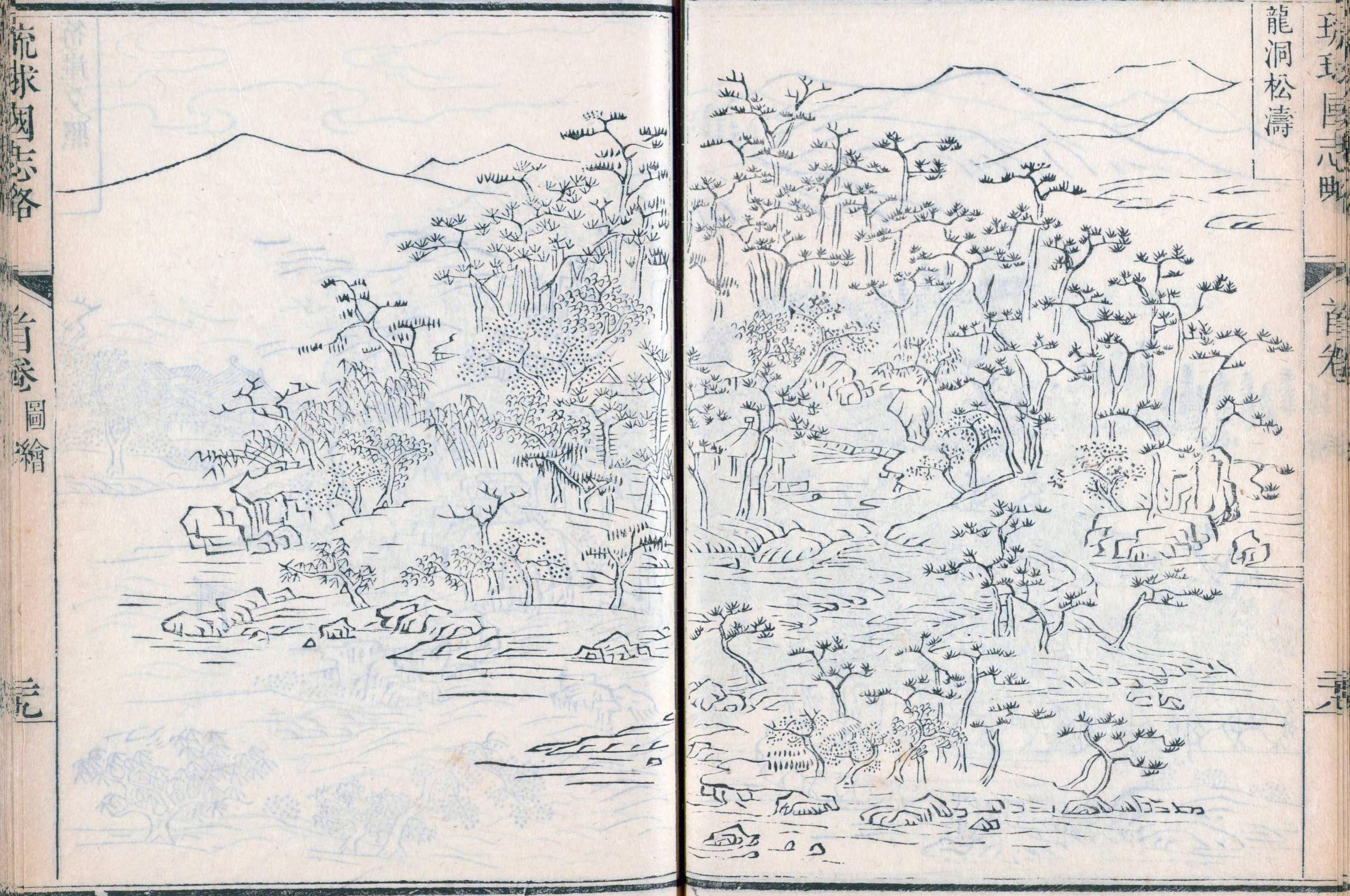
周煌撰　龍洞松濤
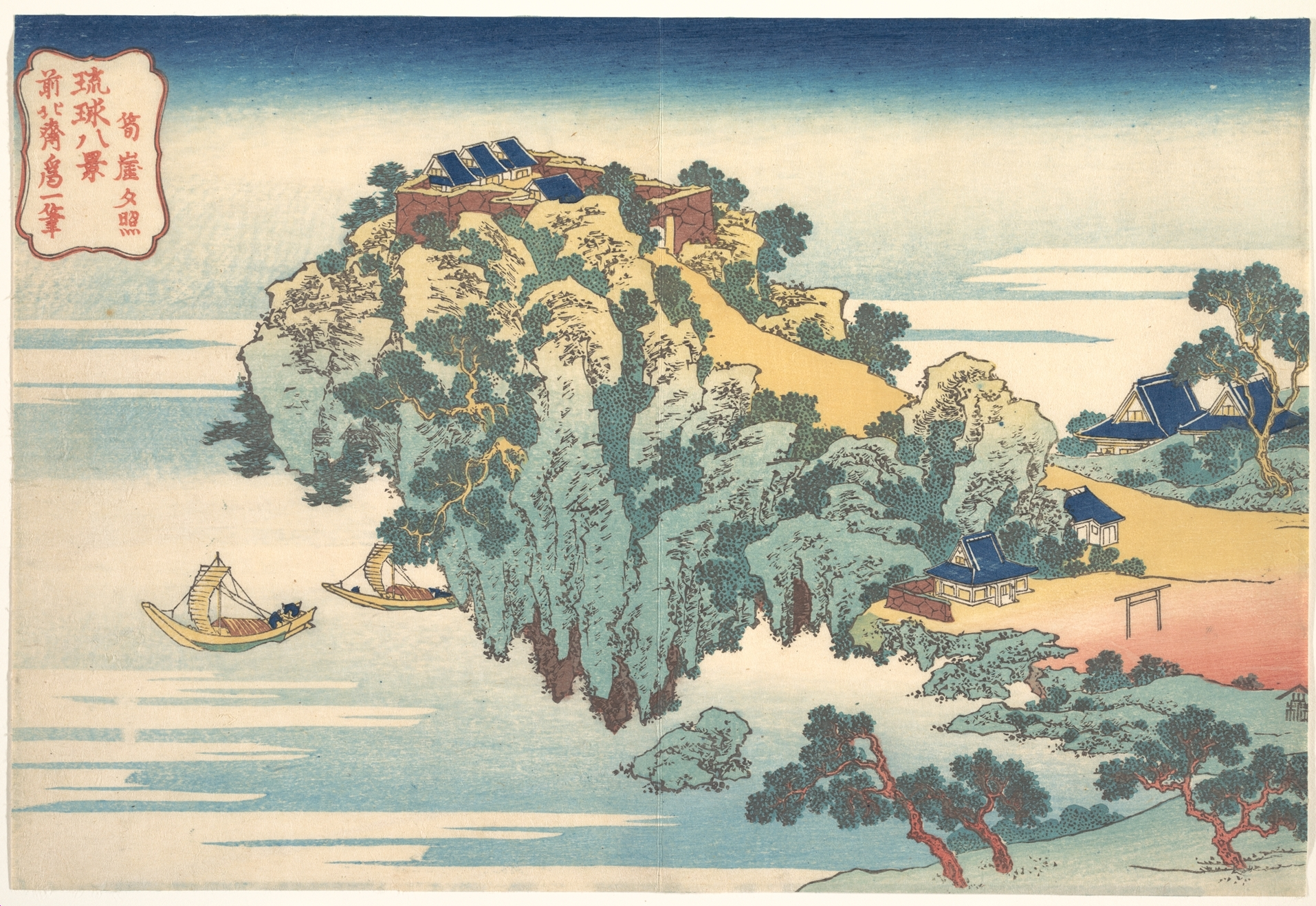
筍崖夕照（じゅんがいせきしょう）
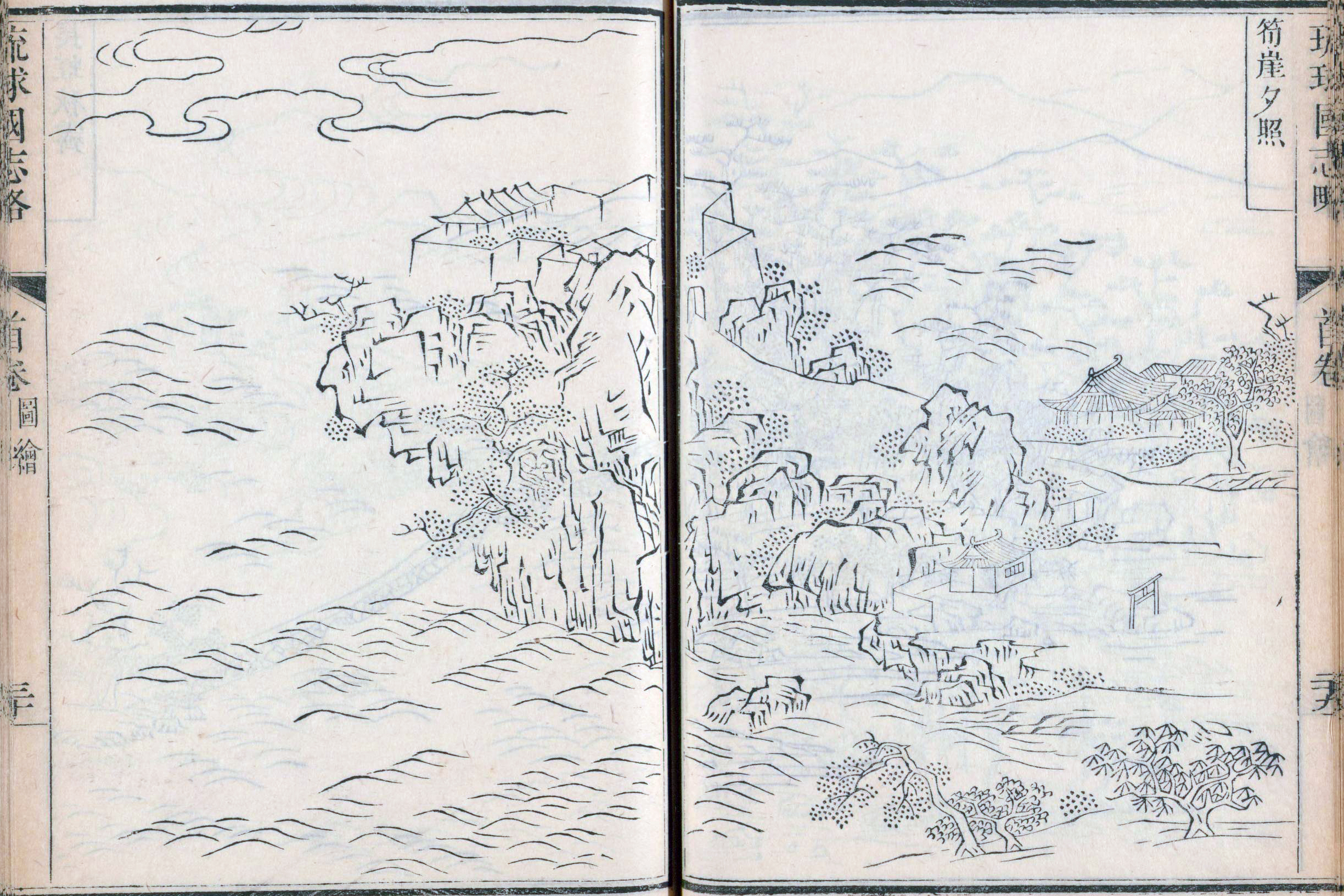
周煌撰　筍崖夕照
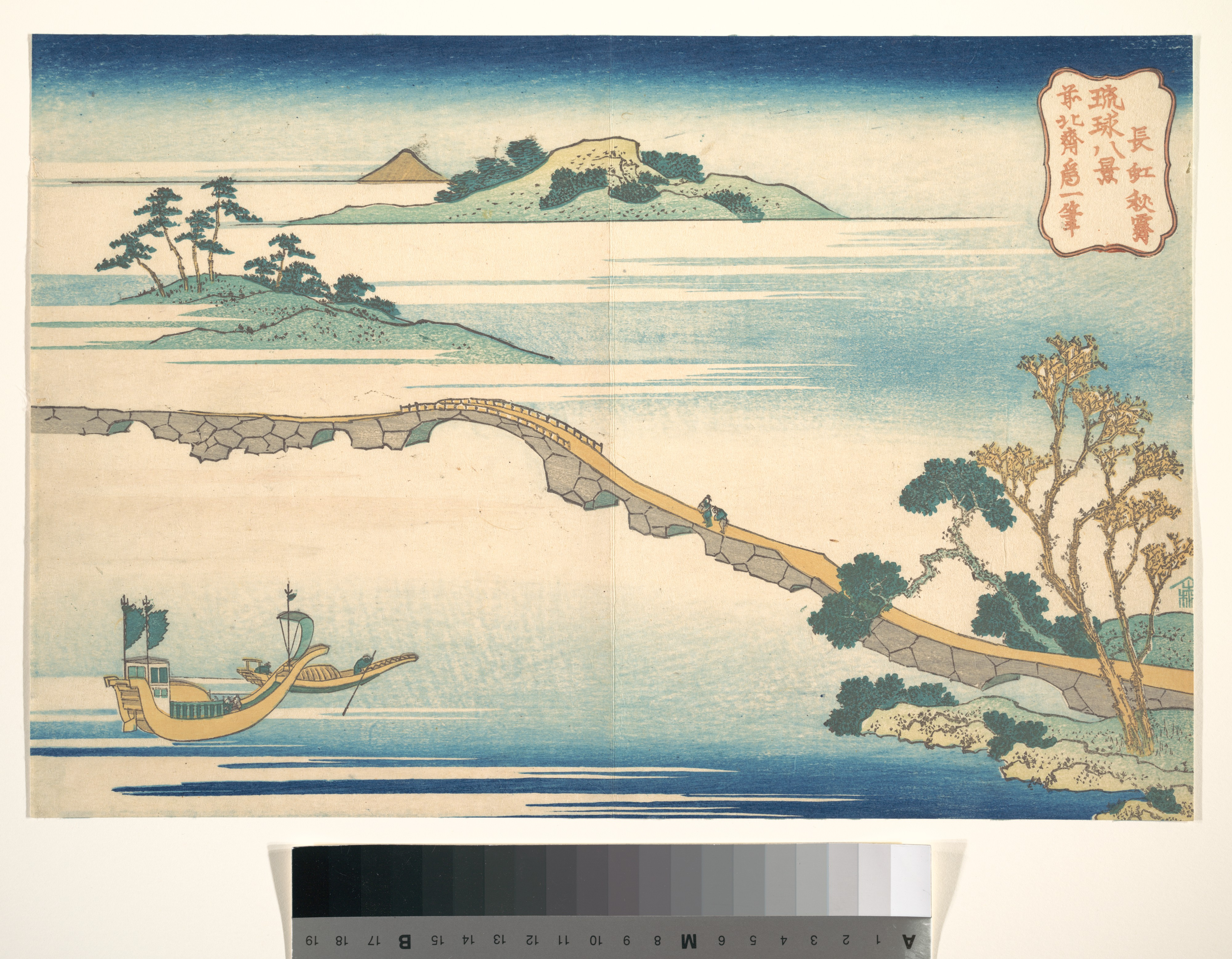
長虹秋霽（ちょうこうしゅうせい）
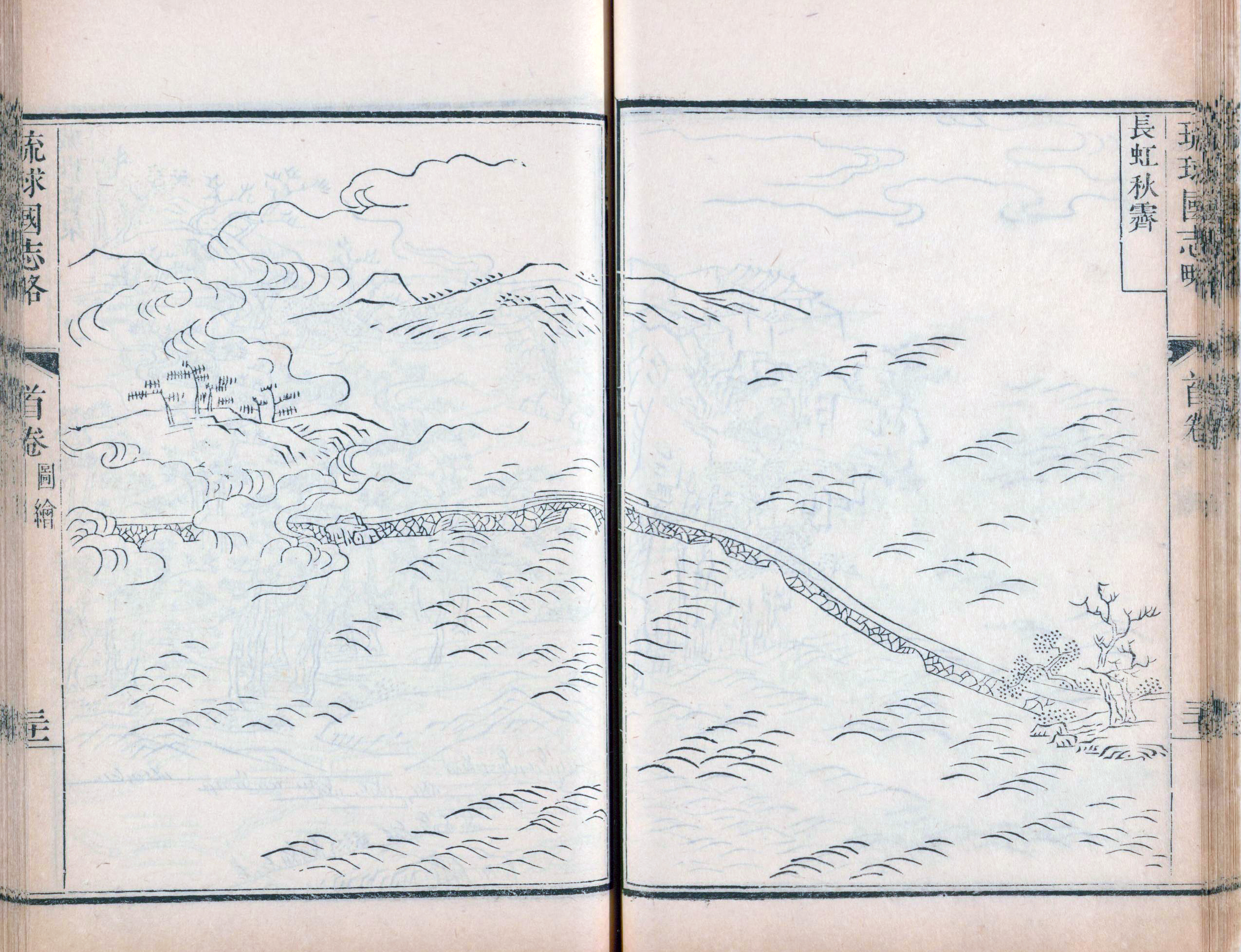
周煌撰　長虹秋霽
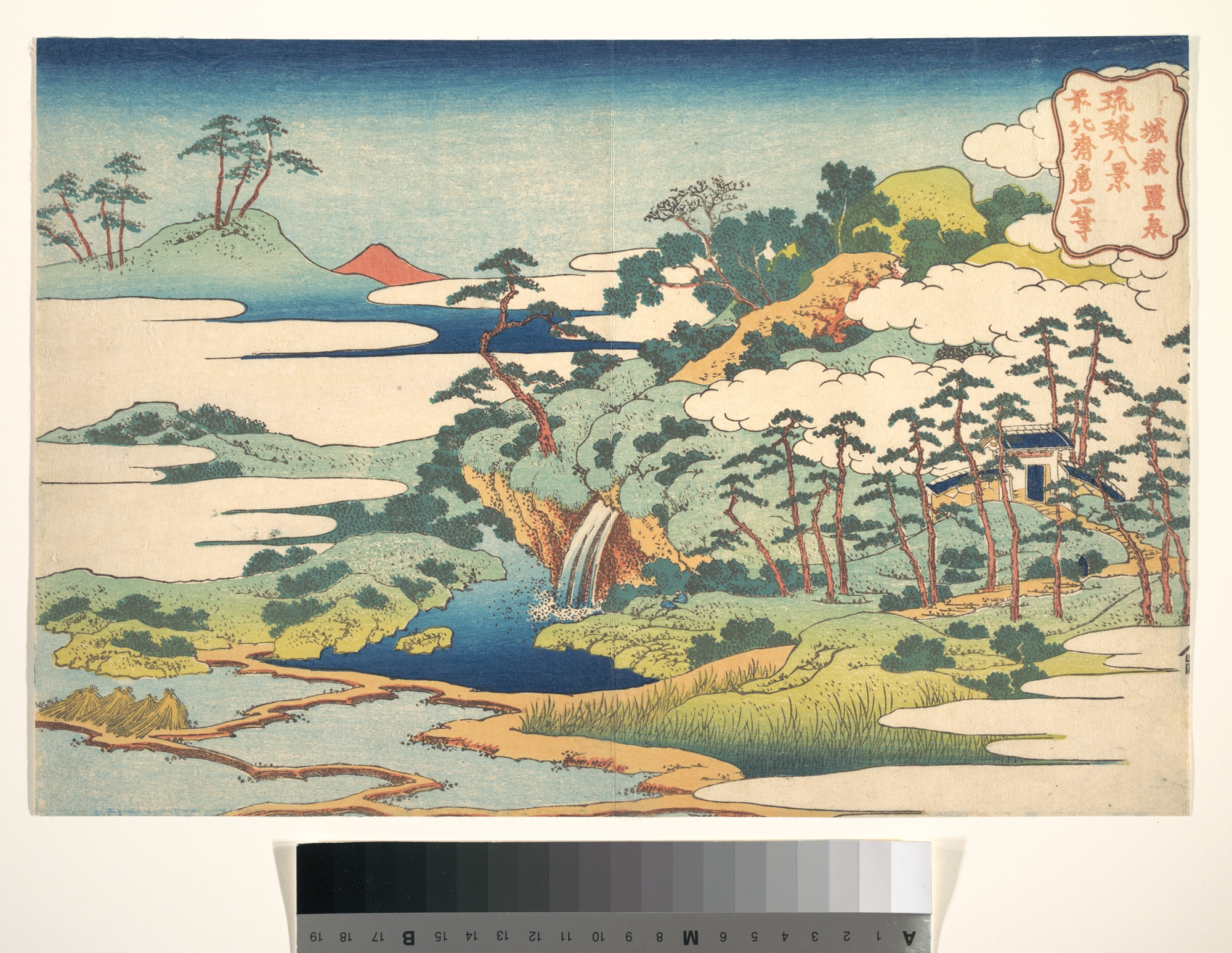
城嶽靈泉（じょうがくれいせん）
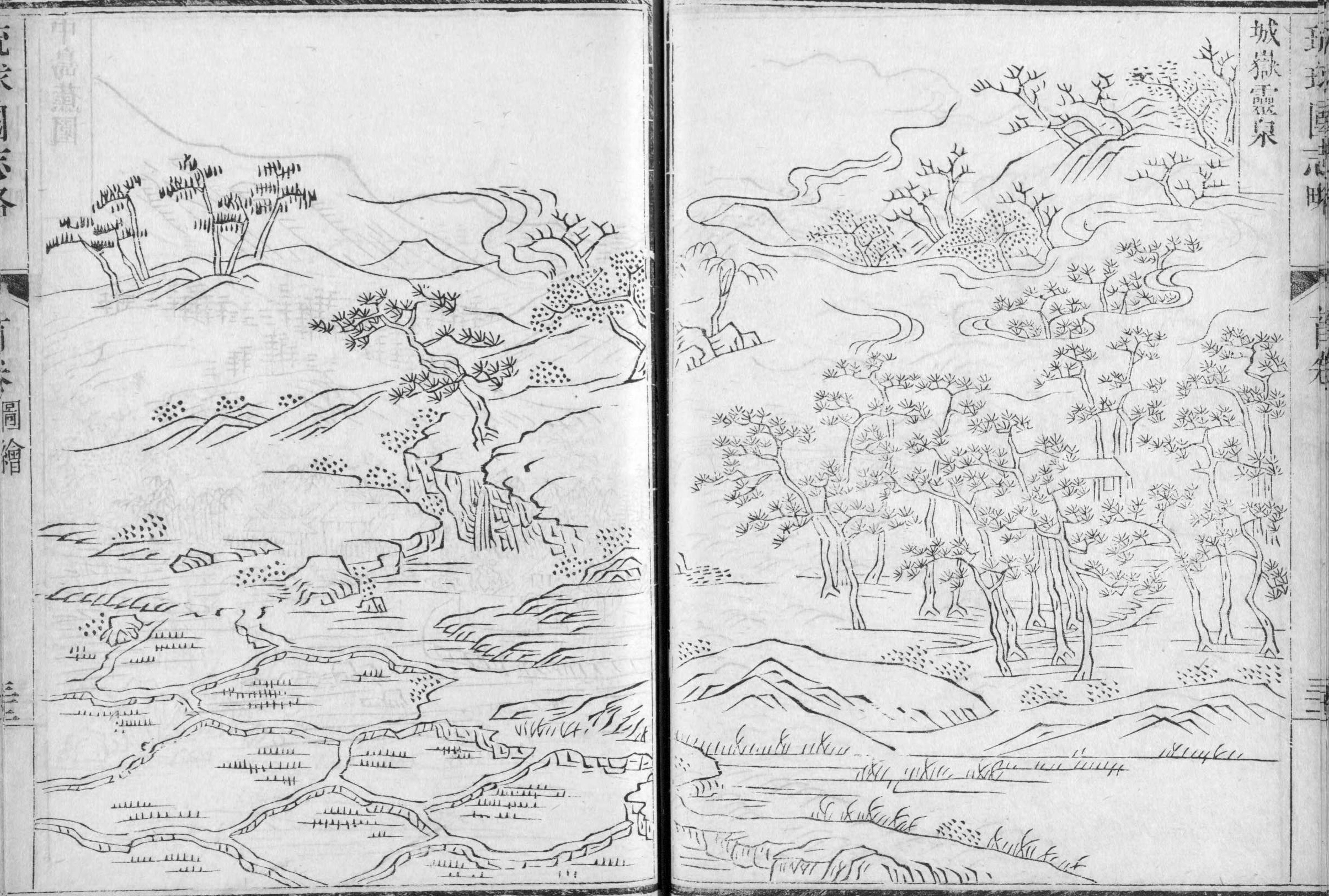
周煌撰　城嶽靈泉
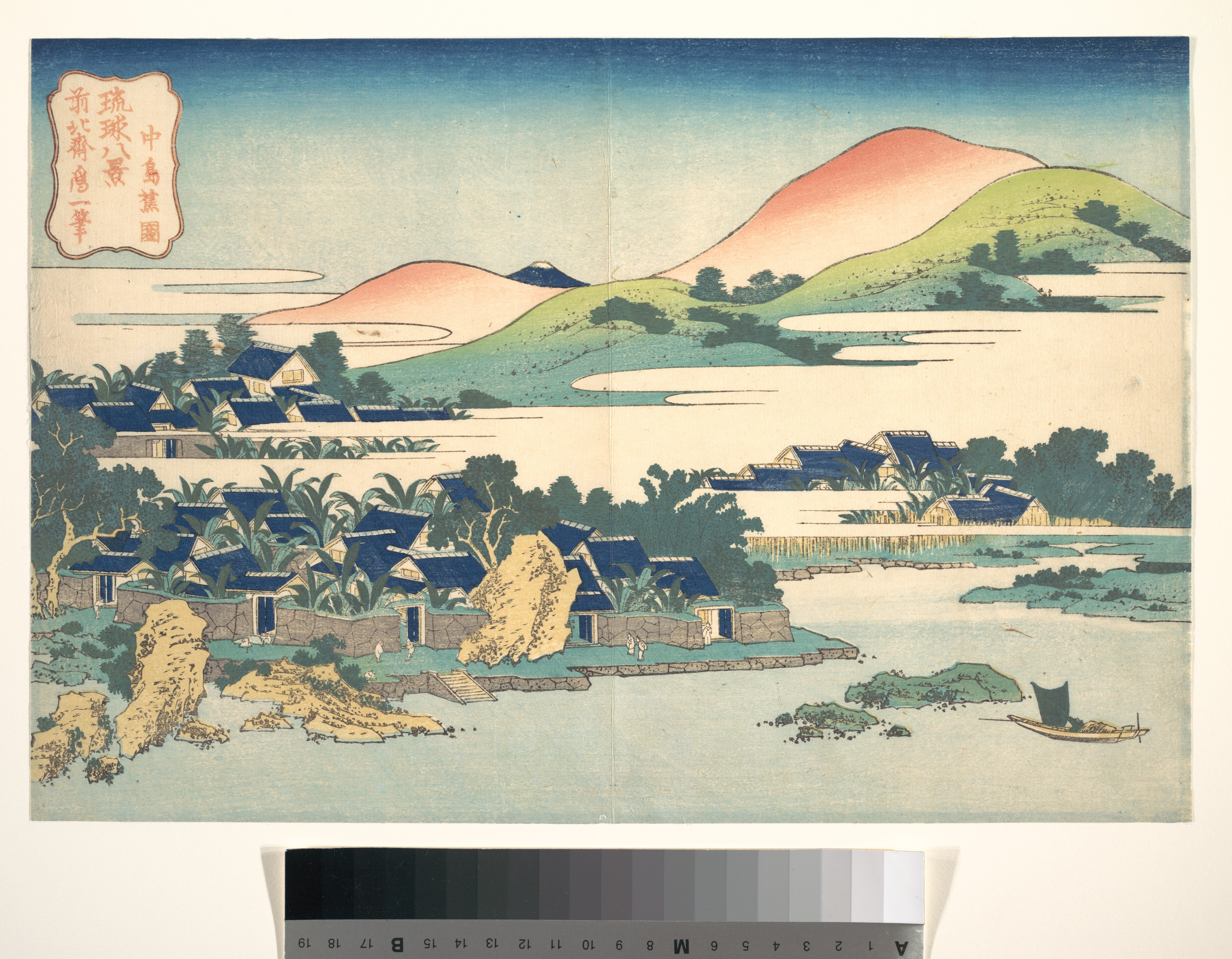
中島蕉園（ちゅうとうしょうえん）
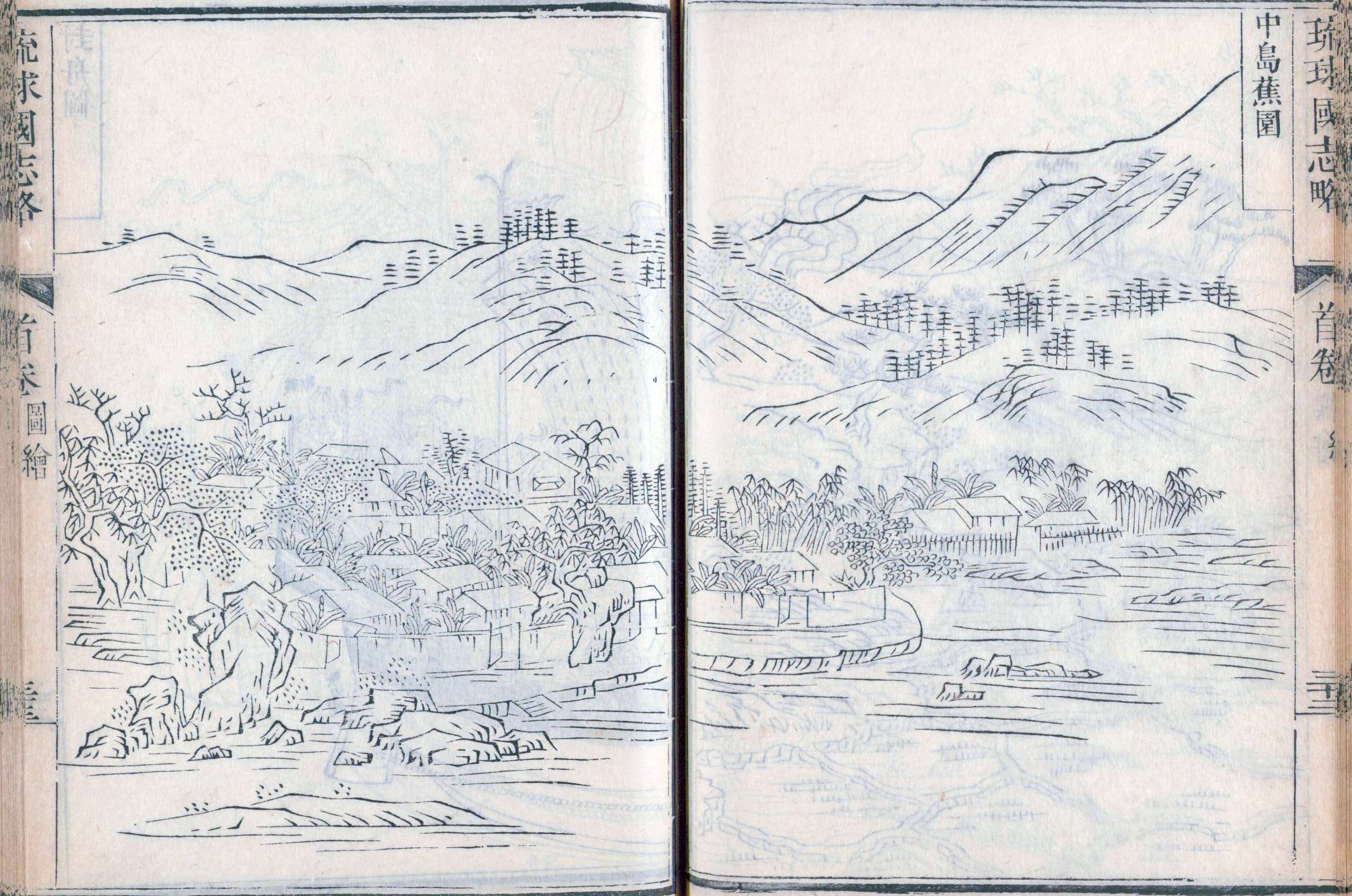
周煌撰　中島蕉園

なお、「長虹秋霽」に関しては、冊封使の為、当時は三角州であった那覇と琉球島を結んだ「長虹堤」を描いたもので、1451年に建造された。那覇はその後、橋が「トンボロ現象」を招き、河川からの土砂堆積で陸繋島となった。